# 형남중학교
형남중학교(荊南中學校)는 대한민국 경상북도 구미시 형곡동에 있는 공립 중학교이다.

## 학교 연혁
- 1993년 4월 27일 : 형남중학교 설립인가
- 1994년 3월 1일 : 초대 권대웅 교장 취임
- 1994년 3월 4일 : 제1회 입학식(346명 7학급 편성)
- 1997년 2월 14일 : 제1회 졸업(340명)
- 1999년 11월 3일 : 특기ㆍ적성교육 시범학교 운영(구미교육청 지정)
- 1999년 11월 5일 : 테니스장 준공 개장
- 2001년 8월 14일 : 본관 4층 증축
- 2006년 8월 18일 : 급식소 준공
- 2008년 2월 1일 : 형지관(도서관) 개관
- 2008년 10월 22일 : 형비관(다목적강당) 개관
- 2023년 2월 10일 : 제27회 졸업식(212명, 졸업생누계 9,211명)
- 2023년 3월 2일 : 제30회 입학식(144명)
- 2023년 9월 1일 : 제17대 박흥식 교장 취임

## 참고 자료
- 형남중학교 - 한국교육학술정보원 학교알리미